# Silene retzdorffiana
Silene retzdorffiana là loài thực vật có hoa thuộc họ Cẩm chướng. Loài này được H.Neumayer miêu tả khoa học đầu tiên năm 1918.